# Municipi de Vejen
El municipi de Vejen és un municipi danès que va ser creat l'1 de gener del 2007 com a part de la Reforma Municipal Danesa, integrant els antics municipis de Rødding, Brørup, Holsted i Vejen. El municipi és situat al sud de la península de Jutlàndia, a la Regió de Syddanmark, abastant una superfície de 814 km². Forma part de la Regió metropolitana de l'est de Jutlàndia.
La ciutat més important i seu administrativa del municipi és Vejen (9.045 habitants el 2009). Altres poblacions del municipi són:
- Askov
- Brørup
- Bække
- Føvling
- Gesten
- Glejbjerg
- Jels
- Holsted
- Hovborg
- Lintrup
- Lindknud
- Rødding
- Sønder Hygum
- Store Andst
- Skodborg
- Stenderup
- Tobøl
- Øster Lindet

## Consell municipal
Resultats de les eleccions del 18 de novembre del 2009:
| Partit                      | vots | % vots |
| --------------------------- | ---- | ------ |
| Socialdemokratiet           | 5535 | 26,1   |
| Det Radikale Venstre        | 235  | 1,1    |
| Det Konservative Folkeparti | 2919 | 13,8   |
| Socialistisk Folkeparti     | 2016 | 9,5    |
| Lokallisten                 | 459  | 2,2    |
| Dansk Folkeparti            | 1507 | 7,1    |
| Venstre                     | 8552 | 40,3   |

### Alcaldes
| Alcalde    | Període               | Partit  |
| ---------- | --------------------- | ------- |
| Egon Fræhr | 1-1-2007 a 31-12-2009 | Venstre |
|            | 1-1-2010 a 31-12-2013 |         |